# Triple cruïlla

Triples cruïlles entre plaques tectòniques continentals

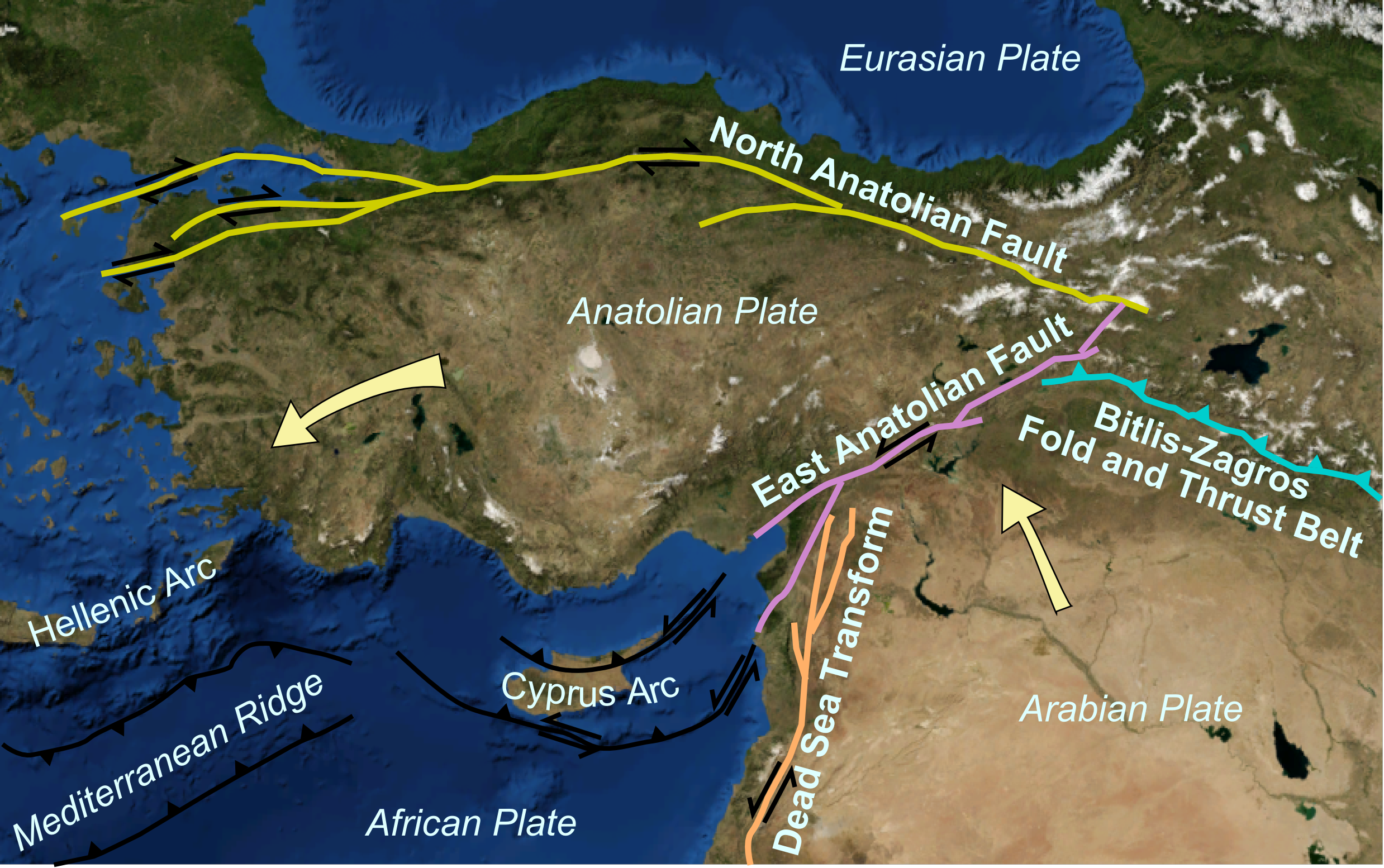
Mapa de la triple cruïlla de Maraix: placa d'Anatòlia en confluència amb l'Aràbiga i l'Africana

Una triple cruïlla (tectònica) és un punt on coincideixen tres plaques litosfèriques. Les plaques litosfèriques són normalment força rígides i estables, llevat en les línies de límit que són en contacte amb altres plaques adjacents. En una triple cruïlla, el límit (divergent, convergent o altre) serà d'un d'aquests tipus: una dorsal oceànica, una fossa marina o una falla transformant. Dels diferents tipus de triple cruïlla, només unes quantes romanen estables a través del temps. En el sistema de plaques hi ha zones àmplies a través de les quals el moviment d'una placa litosfèrica en relació amb una placa adjacent s'adapta i s'acomoda per deformació.

### Tipus

#### Notació
Sovint s'utilitza una notació, amb l'acrònim en anglès, per a anomenar les unions triples que involucren diferents límits de plaques:
- Dorsals o crestes oceàniques (R) "ridge"
- Rases o trinxeres oceàniques (T) "trench"
- Falles de transformació (F) "fault"

Per exemple, una triple cruïlla de dorsal-dorsal-rasa, s'anomena RRT.
Tenint en compte els moviments relatius, les cruïlles RRR, s'anomenen triples cruïlles molt estables, ja que mantenen la forma al llarg del temps. Per contra, n'hi ha d'altres com les cruïlles FFF que només existeixen en un temps més breu abans d'evolucionar cap a una altra configuració de plaques i es qualifiquen com a molt inestables.

#### Combinacions
Entre les diferents combinacions hi destaquen aquests tipus: RRR, RRF, RRT, RFF, RFT, RTT, FFF, FFT, FTT i TTT amb les variants TTTa i TTTb (depenent de la direcció del moviment).
RRR a l'Atlàntic Sud, l'oceà Índic i a l'oest de les illes Galápagos al Pacífic) Les unions triples entre tres dorsals oceàniques, com la de l'Atlàntic Sud entre les plaques africana, sud-americana i antàrtica, es coneixen com a triples unions RRR.

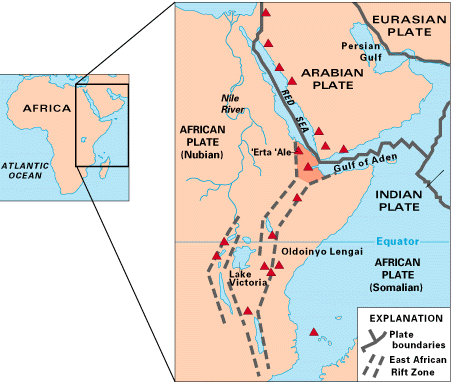
Mapa tectònic de l'est d'Àfrica

La unió del Mar Roig, el Golf d'Aden i el Rift d'Àfrica Oriental centrada en el Triangle d'Afar (la Triple Cruïlla d'Afar) és l'única unió triple Ridge-Ridge-Ridge (R-R-R) sobre el nivell del mar. La regió d'Afar al nord d'Etiòpia és el centre d'un sistema de rift en forma de "Y", on la litosfera continental divergeix i s'està dividint. La placa Aràbiga (nord) es distancia de la placa africana seguint un sistema de dorsals divergents molt actives que ja han obert la mar Roja i el golf d'Aden. El rift s'estén en direcció sud cap a la placa africana seguint la línia de la vall del Rift d'Àfrica oriental i es divideix formant dues noves plaques: la de Núbia (oest) i la de Somàlia (sud-est).
La triple cruïlla de Rodrigues és una triple cruïlla R-R-R al sud de l'oceà Índic, on es troben les plaques africana, indo-australiana i antàrtica.
La triple cruïlla de Galápagos és una triple cruïlla R-R-R on es troben les plaques de Nazca, Cocos i Pacífic. La pujada del Pacífic oriental s'estén al nord i al sud des d'aquesta cruïlla i la pujada de les Galápagos va cap a l'est. Aquest exemple es fa més complex per la Microplaca de Galápagos, que és una petita placa separada que s'eleva just al sud-est de la triple cruïlla. Costa de Chiapas davant de Tapachula, on s'uneixen Guatemala, Amèrica del Nord i el Pacífic i es produeixen petits terratrèmols setmanals.
La tiple cruïlla de Xile és on es troben la placa sud-americana, la placa de Nazca i la placa antàrtica.
La triple cruïlla de les Açores és una triple unió geològica on es creuen els límits de tres plaques tectòniques: la placa nord-americana, la placa eurasiàtica i la placa africana, R-R-R.

El mar del Nord és formà sobre l'obertura de l'antiga triple cruïlla extinta que conformaven tres antigues plaques continentals de l'era paleozoica: Avalonia, Laurentia i Bàltica. La Triple Cruïlla del Sud de Groenlàndia va ser una triple cruïlla R-R-R on les plaques eurasiàtica, Groenlàndia i nord-americana van divergir durant el Paleogen.

Triple cruïlla de Boso (Japó): placa nord-americana al nord, la placa del Pacífic a l'est i la placa del mar de Filipines al sud

TTT al Japó central. aquesta cruïlla és força inestable, llevat que coincideixin, les velocitats de moviment i la direcció de les plaques en els seus límits. La triple cruïlla de Boso a la costa del Japó és una triple unió T-T-T entre la placa d'Okhotsk, la placa del Pacífic i la placa del mar de Filipines.
TTF a la costa de Xile, és on es troben la placa sud-americana, la placa de Nazca i la placa antàrtica.
TTR a l'illa de Moresby, a l'oest d'Amèrica del Nord.
FFT a la costa oest d'Amèrica del Nord hi ha una triple cruïlla inestable a prop del cap Mendocino. Al sud, la falla de San Andreas, una falla de lliscament i un límit de placa transformadora, separa la placa del Pacífic i la placa nord-americana. Al nord es hi ha la zona de subducció de Cascàdia, on una secció de la placa Juan de Fuca, anomenada Placa Gorda, es subdueix sota la placa nord-americana, formant una rasa (T). Una altra falla transformadora, la falla de Mendocino (F), recorre el límit entre la placa del Pacífic i la Placa de Gorda.
RTF a l'extrem sud del golf de Califòrnia

### Monitorització
Les velocitats instantànies dels punts límit de plaques es poden derivar a partir de models globals de moviment de plaques o de dades GPS/GNSS. Les velocitats del moment detectat poden facilitar la caracterització i modelització dels límits d'una triple cruïlla, definint si hi ha divergència, convergència o la transformació del moviment en oblic (combinació d'ambdós moviments).
Hi ha 25 tipus de triple unió, definits pels tipus de límits que existeixen en la triple cruïlla. En el sistema de les 56 plaques que s'utilitza per descriure la tectònica actual, hi ha 108 triples cruïlles. Els primers models van suposar que un punt d'una placa es mou seguint una trajectòria circular en relació amb una altra placa adjacent durant uns intervals de temps determinats, però ara es coneix que aquesta afirmació no és del tot vàlida perquè la geometria de les triples cruïlles és dinàmica i evoluciona en el temps indeterminat.

## Història
El primer article científic que detallava el concepte de triple cruïlla es va publicar l'any 1969 per Dan McKenzie i W. Jason Morgan. El terme s'havia usat per a la intersecció de tres límits divergents o dorsals. De forma ideal els límits divergents se situen en angles pròxims a 120°. Dins la teoria de la tectònica de plaques, mentre es produeix la ruptura o separació d'un continent, es formen tres límits divergents, que irradien des d'un punt central (la triple unió). Un d'aquests límits de plaques divergents "falla" i els altres dos continuen distanciant-se per formar un oceà. L'obertura de l'oceà Atlàntic sud va començar al sud dels continents sud-americà i africà, arribant a una triple cruïlla a l'actual golf de Guinea, des d'on es va continuar obrint cap a l'oest. El Benue Trough de direcció i tendència NE es considera el "braç fallit" d'aquesta triple cruïlla. Posteriorment, el terme triple cruïlla o triple unió s'ha emprat per a referir-se a qualsevol punt on conflueixen o tenen contacte tres plaques tectòniques.